# Aubry-le-Panthou
Aubry-le-Panthou – miejscowość i gmina we Francji, w regionie Normandia, w departamencie Orne.
Według danych na rok 1990 gminę zamieszkiwało 106 osób, a gęstość zaludnienia wynosiła 15 osób/km² (wśród 1815 gmin Dolnej Normandii Aubry-le-Panthou plasuje się na 780. miejscu pod względem liczby ludności, natomiast pod względem powierzchni na miejscu 711.).